# Исмаилов, Абдулхаким Исакович
Абдулхаки́м (в официальных документах — Хаким) Иса́кович Исмаи́лов (1 июля 1916, Аксай, Хасавюртовский район — 17 февраля 2010, Хасавюрт, Дагестан) — советский военнослужащий РККА, участник советско-финской и Великой Отечественной войн, Герой Российской Федерации (19.02.1996).
Получил широкую известность благодаря известному фотоснимку  советского фотокорреспондента Евгения Халдея (вместе с сержантами Леонидом Горичевым и Алексеем Ковалёвым), запечатлевшем установление Красного знамени 2 мая 1945 года фото водружения красного знамени на одну из башен Рейхстага по заданию своего командования ТАСС.

## Биография
Абдулхаким родился в селении Аксай Хасавюртовского округа. По национальности кумык. В Красной Армии служил с декабря 1939 года.
Участвовал в Великой Отечественной войне с 1942 года. На фронте — с 1942 года в составе 147-го стрелкового полка, прошёл с боями Украину, Белоруссию, Польшу, половину Германии, освобождал Запорожье, Одессу, Варшаву.
В начале 1944 года воевал командиром отделения в 247-м гвардейском стрелковом полку 82-й гвардейской стрелковой дивизии 8-й гвардейской армии, в боях за Одессу весной 1944 года был ранен. После выздоровления был направлен в 83-ю отдельную гвардейскую разведывательную роту 82-й гвардейской стрелковой дивизии, с этой ротой Абдулхаким Исакович дошёл до Берлина. Во фронтовой газете о нём писали как об отважном и бесстрашном разведчике.
В интервью, данном в 2007 году, Абдулхаким Исмаилов подтвердил, что ещё 28 апреля 1945 года Алексей Ковалёв, он и Леонид Горычев установили красный флаг на одной из башенок крыши Рейхстага.
Он сам описывал это событие так: «28 апреля наша 83-я гвардейская разведрота 82-й гвардейской стрелковой дивизии выходит к Рейхстагу. Плотность войск огромная, артобстрел ведётся нещадный, но Рейхстаг для немцев - святыня и символ, и сопротивляются они в тысячу раз упорнее обычного. Четыре раза в этот день войска штурмуют рейхстаг. С огромными потерями и безуспешно. Находясь в непосредственной близости от дворца германского парламента, мы не можем продвинуться ни на метр. Командир нашей разведроты Шевченко получает приказ выслать разведку и, в свою очередь, поручает это задание трём разведчикам - мне и двум моим друзьям: украинцу Алексею Ковалёву и белорусу Леониду Горычеву. Подошли ко дворцу. Проскочили первый этаж здания, полный немцев - безумных, пьяных. Поднялись на второй. Я чуть не погиб там. Спасла случайность. Задержавшись на пороге огромного зала, в котором залегли отстреливавшиеся фашисты, увидел в большом дворцовом зеркале притаившихся за дверью двух немецких автоматчиков. Убил их. Побежал дальше, надо было выполнять разведывательную работу. В конце концов мы втроём с товарищами оказались на крыше. Внизу шёл бой. Перестрелка. Грохот артиллерии. Такого задания - водрузить флаг - нам не давали. Но у всех, кто штурмовал Рейхстаг, на всякий случай флаг с собой имелся. Был и у нас. Вот мы его и установили. Не на главном куполе, а на одной из башенок».
По просьбе фотокорреспондента ТАСС Евгения Халдея 2 мая 1945 года Исмаилов с Алексеем Ковалёвым и Леонидом Горычевым переустановили Красное знамя над Рейхстагом, чтобы запечатлеть это событие на фотоплёнку Е. А. Халдей «Знамя Победы над Рейхстагом». Фотография Халдея стала известна всему миру как символ Победы советского народа.
За годы войны Абдулхаким Исакович был пять раз ранен, но каждый раз возвращался в строй.
Указом Президента Российской Федерации № 212 от 12 февраля 1996 года Абдулхакиму Исаковичу Исмаилову «за мужество и героизм, проявленные в борьбе с немецко-фашистскими захватчиками в Великой Отечественной войне 1941-1945 годов» присвоено звание Героя Российской Федерации.
В послевоенные годы А. И. Исмаилов работал на сельскохозяйственном производстве, затем был избран председателем Чагаротарского сельского исполкома. С 1955 года до ухода на пенсию работал в Юзбашско-Аксаевской оросительной системе. Находясь на пенсии, принимал активное участие в общественно-политической жизни Дагестана, проводил большую работу по нравственному и патриотическому воспитанию подрастающего поколения.
В преддверии 50-летия Победы в России готовили к печати учебник по истории Великой Отечественной, подбирали для него фотоматериалы. Среди прочих оказался снимок военного фотокорреспондента Евгения Халдея — три бойца устанавливают Знамя Победы над поверженным рейхстагом в Берлине. Начались розыски. Вскоре в программе тележурналиста Николая Сванидзе оказался пожилой киевлянин Алексей Ковалёв. Когда ему показали ту фотографию, он мгновенно ответил: «Да это же я, а рядом Лёня Горычев из Минска и Абдулхаким Исмаилов из Дагестана!».
После первой чеченской войны Аслан Масхадов предпринял безуспешную попытку использовать авторитет Абдулхакима Исмаилова в своих пропагандистских целях.
Абдулхаким Исмаилов скончался 17 февраля 2010 года.

## Награды
- Герой Российской Федерации (19.02.1996)
- Два ордена Красного Знамени (18.05.1945, 18.05.1945[14][15])[16]
- Орден Отечественной войны I степени (11.03.1985)
- Орден Славы III степени (8.03.1945)
- Медаль «За отвагу» (12.03.1944)[17]
- Медаль «За освобождение Варшавы»
- Медаль «За взятие Берлина»
- Ряд других медалей

## Память
улицы:
- В 2015 году бывшей улице им. Ф. Энгельса и дублирующей части улицы им. Хизроева в Советском районе г. Махачкалы было присвоено имя Абдулхакима Исмаилова.[18]
- Проезд Абдулхакима Исмаилова в Махачкале (Дагестан).[19]

Учреждения:
- В 2010 году Махачкалинской объединённо-технической школе ДОСААФ России было присвоено имя Абдулхакима Исмаилова.[20]
- Школа в с. Чагаротар носит имя Абдулхакима Исмаилова.[21]
- Хасавюртовская школа № 10 носит имя А. И. Исмаилова.[22]